# 7532 Pelhřimov
7532 Pelhřimov è un asteroide della fascia principale. Scoperto nel 1995, presenta un'orbita caratterizzata da un semiasse maggiore pari a 2,6292445 UA e da un'eccentricità di 0,1191465, inclinata di 16,24326° rispetto all'eclittica.